# Nationalisme chinois
 (décembre 2009).
Si vous disposez d'ouvrages ou d'articles de référence ou si vous connaissez des sites web de qualité traitant du thème abordé ici, merci de compléter l'article en donnant les références utiles à sa vérifiabilité et en les liant à la section « Notes et références ».

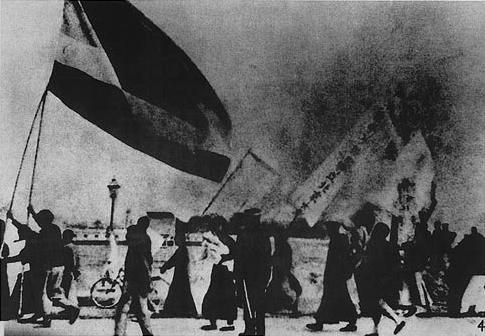
Procession du 4 mai 1919 de l’université de Pékin

Le terme de nationalisme chinois se réfère aux mouvements, croyances et théories politique, historique, géographique et culturelle qui soutiennent l’idée d’une culture et d’un peuple Chinois unique et uni. Une des difficultés que pose cette interprétation sont les nombreuses ambiguïtés qui recouvrent le terme Chinois.

## Fondement idéologique
Le nationalisme chinois s’est formé de nombreuses et diverses influences, parmi lesquelles la pensée traditionnelle chinoise (teintée de confucianisme), le progressisme américain, le marxisme, ou encore la pensée ethnologique russe. Cette idéologie est d’ailleurs souvent mise en avant de différentes manières, et, parfois, conflictuelles, fait étonnant rendu possible par le syncrétisme dont les Chinois font traditionnellement preuve.
Bien que la plupart des nationalistes chinois se soient d’emblée mis d’accord sur l’importance d’avoir un gouvernement centralisé, presque toutes les autres questions ont été l’occasion de débats intenses et acerbes. Ainsi, les questions d’élaborer les politiques renforçant le pays, d’organiser l’État et lui fixer des objectifs et orientations, de définir les relations et attitudes à adopter vis-à-vis des puissances étrangères comme de définir les relations et attitudes des Hans vis-à-vis des minorités locales et de la diaspora chinoise ont été autant de sources de divisions importantes.
L’étonnante faculté du nationalisme chinois à se manifester de manière si différentes (et parfois même très divergentes) a été relevé par de nombreux commentateurs pour qui celles-ci révèlent un manque de consistance évident. Pourtant d’autres considèrent les différentes orientations prônées tour à tour par l’idéologie nationaliste comme une qualité qui lui permet de s’adapter et de se transformer en fonction des crises internes ou des événements internationaux.
Bien qu’il existe de nombreuses différences entre les groupes nationalistes, ceux-ci partagent des points communs essentiels, dont le Kuomintang, le parti nationaliste chinois, fondé par Sun Yat-sen. Tous tiennent Sun Yat-sen en très haute estime, et ont plutôt tendance à proclamer leur héritage commun venant des trois principes du peuple. La démocratie et la science sont communément mises en avant par tous les nationalistes, bien qu’ils puissent ensuite avoir chacun une interprétation différente de ce qu’est la démocratie.

## Conscience unitaire chinoise
Les Chinois ont adhéré pendant des siècles à l’idée d’un État chinois unitaire ; ce concept était alors perçu comme une nécessité, préservant ainsi le monde civilisé (« L’Empire du Milieu », Zhong Guo, la Chine) des barbares de l’extérieur, c’est-à-dire du reste du monde. Face à cet état de fait, la population chinoise se fédérait autour d’un État fort. Certains auteurs ont dégagé de fortes ressemblances entre le fonctionnement de la République populaire de Chine (RPC) actuelle et celui des dynasties anciennes, telles que la dynastie des Ming et des Qing. Lucyan Pye soutient pourtant la thèse inverse, à savoir que l’organisation de cet État-nation moderne s’est radicalement émancipé des anciens modèles d’État de l’Empire du Milieu.

## Nationalisme et ethnicité en Chine
Établir la relation entre l’ethnicité et l’identité chinoise fut un problème majeur au cours de la formation de l’empire. Au XVIIe siècle, les Mandchous (peuple du Nord-Est, extérieur au royaume) envahirent le centre de la Chine et prirent le pouvoir, établissant la dynastie Qing. Durant les siècles suivants, ils prirent le contrôle d’autres régions et peuples, à l’ouest (Tibétains, Ouighours), et au nord (Mongols). Afin de permettre le bon fonctionnement de l’État élargi, les Mandchous durent résoudre ce double problème : maintenir la loyauté des populations (parfois très éloignées de la capitale) au royaume, sans pour autant assimiler les populations et conserver les identités propres à chaque peuple. Pour ce faire, ils se sont donné l’image de sages confucéens éclairés, garants de la préservation et de la continuité de la civilisation chinoise. Au fil des siècles, les Mandchous ont ainsi peu à peu été assimilés à la culture chinoise, et ce faisant, beaucoup de Mandchous se sont identifiés comme étant chinois.
La complexité de la relation ethnicité – identité chinoise peut être illustrée par l’épisode historique de la rébellion des Taiping. Cette bataille opposa les troupes des Mandchous, se posant en gardiens des valeurs traditionnelles chinoises, aux rebelles du royaume, qui étaient considérés, eux, comme des barbares étrangers (quand bien même leur appartenance au royaume fut antérieure à celle des Mandchous). Les combats, passionnés, furent d’une extrême violence, sûrement en raison de l’importance qu’attachaient alors les deux adversaires à la défense de cette identité chinoise dont chacun se portait garant. C’est à cette époque que le terme han Chinois se développa, comme un moyen d’identifier la plupart des Chinois.
Au XIXe siècle, la révolte des Boxers éclata à la suite de l'asservissement du pays aux puissances étrangères par le truchement de la dynastie Qing : puisant dans le fonds mythique d'une Chine ancestrale, le mouvement ne parvint toutefois pas à constituer la base d'un nationalisme au sens moderne du terme, qui apparaissait au même moment dans la plupart des nations européennes. La résistance à l'envahisseur étranger et la volonté d'autonomie politique alimenta progressivement les débats des intellectuels chinois, décidés à regagner la souveraineté sur leur pays.
Après la révolution de 1911 emmenée par Sun Yat-sen, le terme de ‘Chinois’ s’est vu officiellement attribué aux Hans comme aux non-Hans des autres ethnies : le terme de "zhonghua renmin" {中华人民), "peuple chinois", transcendant le concept d'ethnicité Han, s'appliqua alors à tous les citoyens chinois.
Le nationalisme de l’État chinois durant les années 1920 et 1930 a été fortement influencé par le modernisme et le Darwinisme social ; il déclara la vocation des groupes ethniques minoritaires à être culturellement assimilé au groupe des Hans, « culturellement en avance », pour former ensemble la population de l’Empire du Milieu. L’idéologie était alors très marquée par la situation des empires multi-ethniques d’Occident, comme l’Empire austro-hongrois ou encore l’Empire ottoman.
Face au retard accumulé par rapport à un Occident triomphant et qui dans un passé proche l’avait régulièrement humilié, l’Empire chercha ensuite à se frayer une voie alternative, et, par opposition, meilleure, vers la modernité. Ainsi s’ouvre en 1949 une nouvelle ère pour le pays, avec l'avènement de la RPC : la dénomination officielle du pays reprend l'adjectif zhonghua renmin, « peuple chinois » pluriethnique.
Durant les décennies suivantes, le nationalisme chinois puisera sa source d’influence du côté russe et de ses recherches ethnologiques. La ligne officielle de la RPC devint que les Hans Chinois étaient un groupe ethnique parmi d’autres, et que chaque ethnie, chaque culture et chaque langage se devait d’être respecté. En dépit de cette ligne officielle, les tendances assimilationnistes des Hans restèrent très fortes, et le rapport de force dû au poids démographique des Hans dans la population totale (92 %) fit qu’en pratique les minorités subirent une forte pression assimilationniste.
Dans les années 1960 et 1970, le nationalisme chinois se mêla à la rhétorique marxiste et le discours idéologique nationaliste se transforma en une rhétorique internationaliste.

## Le nationalisme chinois face aux Chinois d’outre-mer
Le nationalisme chinois a entretenu avec les Chinois d’outre-mer (vivant hors territoire de Chine et de Taïwan), encore une fois, des rapports très changeants. Les Chinois vivant à l’étranger ont été de fervents soutiens de la révolution de 1911.
Apres la décolonisation, les Chinois d’outre mer ont été poussés à s’identifier comme des citoyens de leur pays respectif, plutôt que rattachés au continent, dans la logique d’intégration et d’assimilation du nationalisme chinois. Cette politique du gouvernement a poussé les Chinois de Singapour et de Malaisie à séparer les concepts d’« ethnie chinoise » (appartenance culturelle, à laquelle ils restèrent attachés) à celui du « politiquement chinois », et ont ainsi fermement rejeté le projet de la RPC.
La République populaire de Chine (RPC) et la République de Chine (Taïwan) (RC) ont ainsi entretenu deux politiques différentes vis-à-vis des Chinois d’outre mer. Le gouvernement de la RPC, considérait les Chinois d’outre mer comme des agents à la solde de l’idéologie capitaliste occidentale, et privilégiait l’entretien de bonnes relations avec ses voisins d’Asie du Sud-Est. La RC, se considérant comme le gouvernement d’une Chine élargie (conservant les limites de l’Empire à son départ du continent, la RC n’a, par exemple, jamais reconnu l’indépendance de la Mongolie, la vouant dans son projet à être une province Chinoise), et désireuse, par souci de légitimité, de se faire des alliés, a courtisé ces Chinois de l’étranger, leur assurant leur appartenance à la Nation de Chine.
Avec la période de réforme sur laquelle Deng Xiaoping a ouvert le pays, dès 1979 l’attitude de la RPC envers les Chinois de l’étranger a ensuite radicalement changé ; ils n’étaient plus vus comme des frères ennemis, mais comme des partenaires privilégiés, sources de capitaux et de savoir-faire. Nombre de ces Chinois ont alors profité de leur double culture pour accompagner la Mère Patrie dans son intégration à l’économie mondiale. Le pays et ses peuples évoluant vers toujours plus d’ouverture, la RPC s’est ensuite, dès les années 1990, efforcé de maintenir le lien et la fidélité envers la Nation des « nouveaux Chinois d’outre-mer », principalement des étudiants partant s’instruire à l’étranger, afin de s’assurer, sinon leur retour, leur dévouement à œuvrer au développement du pays.

## Le nationalisme chinois et la question de Taïwan
L’un des points majeurs d’accord entre les différentes tendances nationaliste en Chine est la fidélité à la politique du « Une Chine, un seul pays», et ainsi à la réunification de la Chine continentale à l’île indépendantiste de Taïwan. Mais quand bien même le but de la RPC et de la RC, avant 1991, convergeaient (unification), les moyens d’y parvenir divergeaient radicalement.
Après 1991, la position de la RC vis-à-vis de la réunification changea officieusement, vers une position bien plus ambiguë. Il existe deux raisons à ce revirement ; la menace du gouvernement de la RPC de recourir à une action militaire si la « République de Taïwan » était déclaré ; mais aussi, plus embarrassant, le fait qu’en son sein même, la RC est divisée entre les nationalistes, qui supportent l’idée de la réunification, et les supporteurs de l’indépendance de Taïwan, qui rejettent catégoriquement cette ambition et défendent la liberté du peuple taïwanais à l’égard de la RPC.
Ainsi, du côté taïwanais, les questions de savoir s’il faut ou non s’unifier au continent, et si oui, comment, ont été jusqu’ici mises de côté, et les différentes tendances au sein de la RC s’accordent pour l’instant pour conserver la situation actuelle, c'est-à-dire le statu quo. Malgré ce consensus, que chaque gouvernement, des deux côtés du détroit s’accordent à trouver temporairement acceptable, les relations entre les nationalistes Chinois et le gouvernement taïwanais restent très délicates, les points de frictions portant essentiellement sur des aspects symboliques, comme le nom de "République de Chine" que s’est attribué le gouvernement taïwanais.
Il n’y a donc pas d’urgence à la réunification ; du côté taïwanais, la question de fond est surtout culturelle, la population se demandant comment elle doit se considérer. Les supporteurs de la Coalition pan-bleue trouvent en le Continent une formidable opportunité économique et culturelle, poussant Taïwan a accroître ses échanges avec la Chine continentale, alors que les tenants de la Coalition pan-verte considèrent que Taïwan est déjà une Nation indépendante, et que cette indépendance doit justement être préservée.

## Contre-nationalisme et mouvements d’opposition
En plus de la question de l’indépendance de Taïwan, la RPC et son idéologie nationaliste doivent faire face à nombre de courants idéologiques d’opposition à l’intérieur du continent.
Les reproches envers le nationalisme chinois sont divers et nombreux. Pour certains, l’idéologie du nationalisme chinois serait ainsi arriérée, autoritaire et dictatoriale, et son application incompatible avec la gouvernance d’un État moderne. Pour d’autres, cette idéologie est fondamentalement impérialiste et/ou raciste et mène en pratique à l’oppression des minorités, comme celle qui s’abat sur les Tibétains et les Ouighours.

## Le nationalisme populiste Chinois
Outre l’affirmation dans la sphère économique mondiale, les années 1990 ont vu l’émergence d’un nouveau type de nationalisme, dit populiste. Selon les défenseurs de cette théorie, ce nationalisme « anti-impérialiste », par l’ouverture des consciences populaires sur la modernité, le post-colonialisme, la globalisation… a permis l’émergence d’une société civile qui s’exprime en dehors des institutions politiques, et de manière démocratique. 
Il semble pourtant que, loin de s’exprimer en dehors des institutions politiques, ce nationalisme soit justement instrumentalisé par le gouvernement de la RPC. En effet, en ouvrant la Chine au jeu libéral, capitaliste, le Parti communiste chinois (PCC) a pris le risque de voir la légitimité de son idéologie communiste s’affadir, et ainsi, son soutien populaire. À la manière de la dynastie Qing, se posant garante de l’unicité, de la culture et de la grandeur de la Chine face à un environnement extérieur menaçant, la RPC manie les sentiments nationalistes et patriotes du peuple afin de garantir sa pérennité. 
Deng Xiaoping fut l’artisan de l’ouverture de la RPC au monde. Il apparaît clairement dans ses écrits, qu’alors qu’il prépare le rattachement de Hong Kong au continent (et qui doit servir d’exemple du modèle que la PRC envisage de proposer à Taïwan), l’opposition pourtant essentielle RPC socialiste/port franc capitaliste n’a plus d’importance ; le lien principal, celui qui fera la base de la relation entre les deux pays, est l’exigence de Pékin à ce que le pays soit gouverné par des « patriotes », « Ceux qui respectent leur propre nation […]. Ceux-là sont des patriotes même s'ils croient au capitalisme ou au féodalisme, voire à l'esclavagisme. Nous ne leur demandons pas d'approuver le système socialiste de la Chine, mais seulement d'aimer la patrie et d'aimer Hong Kong ». Plus loin, il écrit : « pendant plus d'un siècle à partir de la guerre de l'Opium, les étrangers ont méprisé et humilié les Chinois. La fondation de la République populaire de Chine a transformé la physionomie de la Chine. […] Tous les enfants de la nation chinoise, quels que soient leurs costumes ou leurs positions, ont au moins en commun un sentiment de fierté nationale » (dans Un État, deux systèmes, extraits de l’essai sur Le Quotidien du Peuple en ligne). Plus aucune des idéologies antagoniste passée ne semble ainsi devoir supplanter le patriotisme, nouveau pilier de l’unité chinoise, et arme de contrôle des masses du Parti.
Récemment, l’un des exemples les plus flagrants de cette instrumentalisation fut la permissivité, tout à fait exceptionnelle en Chine, des forces de l’ordre vis-à-vis des manifestations anti-japonaises qui ont secoué la Chine continentale (et la Corée du Sud, en protestation à l’attitude du gouvernement du Japon face à son douloureux passé colonialiste), en avril 2005. Dans un esprit bon enfant, plus proche de la fête populaire que de la révolte urbaine, les Chinois des villes ont pu se réunir et renforcer leur unicité face à «l’adversité », avant que la police et l’armée ne disperse mollement les arracheurs de publicités nippones. À en croire le journal en ligne AsiaTimes.com, les comités de quartier (antennes civiles du parti communiste) auraient assuré le noyau dur des manifestations, distribuant affiches et drapeaux aux manifestants.

## Le nationalisme contemporain
La fin de la guerre froide et l’ouverture au monde extérieur ont marqué la résurgence de sentiments nationalistes plus forts. Si le patriotisme est un outil qui permet au PCC d’asseoir sa légitimité, il n’est pas que le fait des gens du parti.
Ainsi, dans le contexte actuel, l’esprit nationaliste est également véhiculé par des intellectuels Chinois, dont certains en sont devenus des éléments moteur. Nombre d’instruits (sociologues, universitaires, écrivains…) se sont faits les chantres du nationalisme chinois. Ainsi, tous les coauteurs du livre The China That Can Say No (« La Chine peut dire non »), qui monte au front de l’ « impérialisme Américain », sont tous des universitaires, pour la majorité indépendants (un journaliste indépendant, un poète, deux journalistes…).
À l'heure des jeux olympiques de Pékin en  2008, l'occasion a permis à des milliers de jeunes étudiants de manifester une certaine fibre patriotique dans des manifestations contre ce que ces jeunes chinois appellent " la manipulation des esprits" des médias occidentaux.
Depuis 2013, le Rêve chinois lancé par Xi Jinping viserait trois objectifs :« restaurer la gloire passée de la Chine et de l’État, rappeler le désir séculaire d’une Chine moderne, riche et puissante, qu’ont eu tous les empereurs, enfin rendre les Chinois fiers et heureux, afin de maintenir la stabilité sociale. » . De son côté, The Economist présente le « rêve chinois » comme un mixte de « réforme économique et [de] nationalisme véhément ».